# Оржица (река)
О́ржица (укр. Оржиця) — река в Полтавской области Украины, правый приток Сулы. Длина Оржицы составляет 117 км. Она протекает по заболоченной пойме, имеет низкие берега и илистое дно. Её плёсы богаты карасями, линями, краснопёрками, раками.

## Описание
Длина 29 км (вместе с Гнилой Оржицей — 127 км). Площадь водосборного бассейна 2190 км². Уклон реки 0,34 м/км.
Долина корытообразная, шириной до 3 км, глубиной до 15 м. Долина заторфована, где расположен болотный массив (10 607 га) долинного типа, занимает почти полностью нерасчленённую на террасы долину. В верхних частях затрофованной долины русло отсутствует, в низовье — обычно выражено.  Пойма шириной до 600 м, со многими озёрами, в нижнем течении заболочена.

## Местоположение
Берёт начало у западной окраины села Савинцы. Образуется слиянием двух рек Гнилой Оржицы и Чумгак. Течёт преимущественно на юго-восток, в приустьевой части — на юг. Впадает в Сулу на юго-востоке от села Плехова.
На правом берегу реки располагается районный центр Оржица.